# Leuctra furcatella
Leuctra furcatella är en bäcksländeart som beskrevs av Martynov 1928. Leuctra furcatella ingår i släktet Leuctra och familjen smalbäcksländor. Inga underarter finns listade i Catalogue of Life.